# Flottante
Il termine flottante indica la quantità di azioni, emesse da un'impresa quotata, che gli investitori possono liberamente commerciare nel mercato secondario.

## Descrizione
Queste azioni non fanno parte della partecipazione di controllo della società perché sono le azioni che l'azienda cede ai possibili investitori esterni.
Il valore del flottante non è uguale alla capitalizzazione dell'azienda quotata. La capitalizzazione infatti è il valore, al prezzo di mercato, di tutte le azioni che l'azienda ha emesso. In altre parole, il valore del flottante è una parte della capitalizzazione. Se il flottante coincidesse con la capitalizzazione, tutte le azioni emesse dall'azienda sarebbero in mano al mercato, e quindi oggetto di contrattazione e non più detenute da un soggetto dominante.

## Un esempio numerico
Alpha, azienda controllata interamente dal soggetto A, presenta un patrimonio netto composto da 1 500 000 azioni. Il prezzo nominale di ogni azione è pari a 0,50 €, quindi il valore del netto di Alpha ammonta a € 750 000. In sede di analisi, si è stabilito che un possibile prezzo di mercato delle azioni di Alpha possa aggirarsi intorno ad € 1 ad azione. Quindi la possibile capitalizzazione di Alpha è stimata intorno a 1 500 000 €. A potrà allora decidere di quotare la sua azienda, senza rischiare di perdere il controllo, in vari modi, qui sotto ne verrà esposto un esempio. In questo esempio si ipotizza uno scenario elementare, differente dalla realtà, in cui un'azienda decide di quotarsi ed emette azioni ordinarie, prive di limite di acquisto massimo, e prive di qualsiasi limitazione del diritto di voto (anche superata una certa soglia di azioni).
In questo esempio, A avrà come unica scelta quella di quotarsi al settore Expandi - in quanto altri settori del mercato telematico azionario (MTA) prevedono capitalizzazioni minime superiori ai 40 000 000 €. Tra i requisiti per quotarsi al settore Expandi, compare l'obbligo di avere un flottante superiore al 10% della capitalizzazione post-quotazione e comunque non inferiore ai 750 000 €. In questo caso quindi il soggetto non potrebbe quotarsi al segmento Expandi con un'offerta pubblica di vendita (OPV) e limitando il flottante al 10% del proprio capitale. In effetti, risulterebbe un flottante pari al 10% di 1 500 000 €, cioè 150 000 €, che è inferiore ai 750 000 € minimi richiesti.
Il soggetto A, sempre nell'ipotesi di una OPV, potrebbe quindi soddisfare il requisito dei 750 000 € soltanto quotandosi con un flottante pari al 50% della propria capitalizzazione (che risulterebbe pari a 750 000 €).
Una possibile soluzione alternativa per Alpha potrebbe consistere in una quotazione con offerta pubblica di sottoscrizione (OPS) con emissione di 750 000 ulteriori azioni al prezzo di mercato di € 1. In questo modo, se la OPS riuscisse, la capitalizzazione finale ammonterebbe a € 2 250 000, e il requisito minimo di flottante potrebbe essere soddisfatto rilasciando circa il 33% del valore di mercato del capitale.